# Le Soler
Le Soler (en catalán: El Soler) es una  localidad y comuna francesa, situada en el departamento de Pirineos Orientales y en la comarca histórica del Rosellón.
Sus habitantes reciben el gentilicio de solériens en francés y de solerencs en catalán.

## Demografía
| 2141 | 2715 | 3340 | 4401 | 5147 | 5825 |
| Para los censos de 1962 a 1999 la población legal corresponde a la población sin duplicidades (Fuente: INSEE [Consultar]) |      |      |      |      |      |